# Tillet
Tillet (Waals: Tiyet) is een deelgemeente van de Belgische gemeente Sainte-Ode. Tillet ligt in de provincie Luxemburg en was tot 1 januari 1977 een zelfstandige gemeente.
De dorpskerk werd vernield tijdens de Slag om de Ardennen (1944). In 1953 werd de nieuwe Sint-Audoënuskerk ingewijd.

## Demografische ontwikkeling
- Bronnen:NIS, Opm:1831 tot en met 1970=volkstellingen

Deelgemeenten: Amberloup · Lavacherie · Tillet

Overige dorpen en gehuchte: Acul · Aviscourt · Beauplateau · Chisogne · Fosset · Gérimont · Herbaimont · Houmont · Hubermont · Laval · Le Jardin · Magerotte · Magery · Ménil · Pinsamont · Rechrival · Renuamont · Sprimont · Tonny

Belgische gemeenten · Arrondissement Bastenaken · Luxemburg · Wallonië